# Jardim do Éden

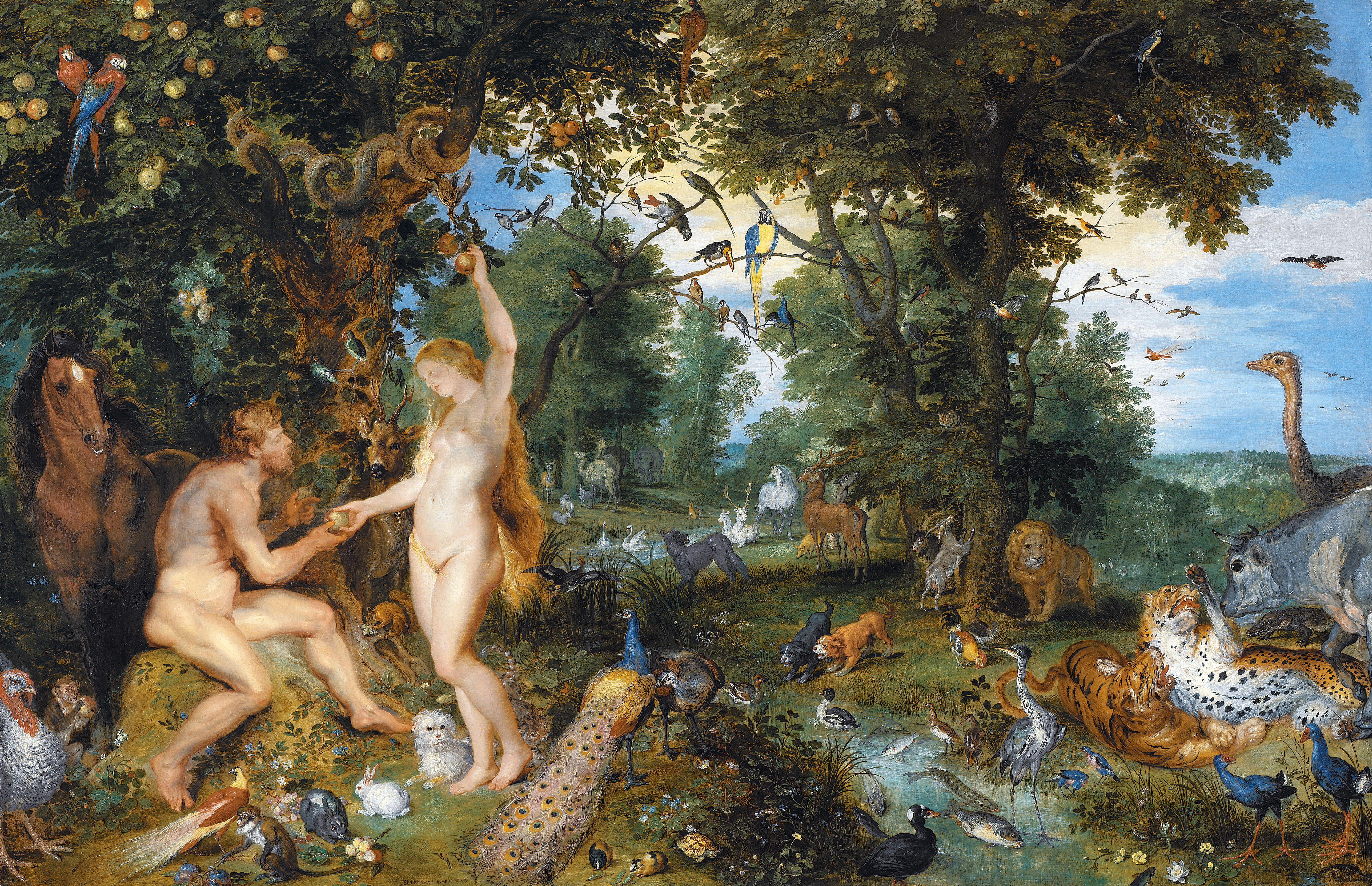
O Jardim do Éden com a Queda do Homem, de Jan Brueghel, o Velho, e Pieter Paul Rubens, c. 1615, retratando animais domésticos e exóticos, como tigres, papagaios e avestruzes, coexistindo no jardim.

Na tradição judaico-cristã, o Jardim do Éden (em hebraico:  גַּן־עֵדֶן – gan-ʿḖḏen), também chamado de Paraíso, é o "jardim de Deus" descrito no Livro do Gênesis e no Livro de Ezequiel. Gênesis 13:10 se refere ao "jardim de Deus",  e as "árvores do jardim" são mencionadas em Ezequiel 31. O Livro de Zacarias e o Livro dos Salmos também se referem a árvores e água sem mencionar explicitamente o Éden.
Assim como as narrativas da criação e do dilúvio do Gênesis e o relato da Torre de Babel, a história do Éden é sobre a vida de um rei mesopotâmico, como um homem primordial, que é colocado em um jardim divino para guardar a Árvore da Vida. A Bíblia hebraica descreve Adão e Eva andando nus no Jardim do Éden devido à sua inocência.
A localização do Éden é descrita no Livro do Gênesis como a fonte de quatro rios tributários. O Jardim do Éden é rejeitado por alguns estudiosos. Entre aqueles que o consideram real, houve várias sugestões para sua localização: no Golfo Pérsico; no sul da Mesopotâmia (atual Iraque), onde os rios Tigre e Eufrates correm para o mar; e na Armênia.

## Etimologia
O nome pode estar relacionado ao acadiano edinnu, que vem da palavra suméria edin, que significa "planície" ou "estepe" e está intimamente relacionada a uma palavra de raiz aramaica que significa "frutífera e bem regada". Outra interpretação associa o nome a uma palavra hebraica para "prazer"; assim, a Bíblia de Douay-Rheims em Gênesis 2:8 tem a expressão "e o Senhor Deus havia plantado um paraíso de prazer" em vez de "um jardim no Éden". O termo hebraico é traduzido como "prazer" no ditado secreto de Sara em Gênesis 18:12.

## Descrição bíblica

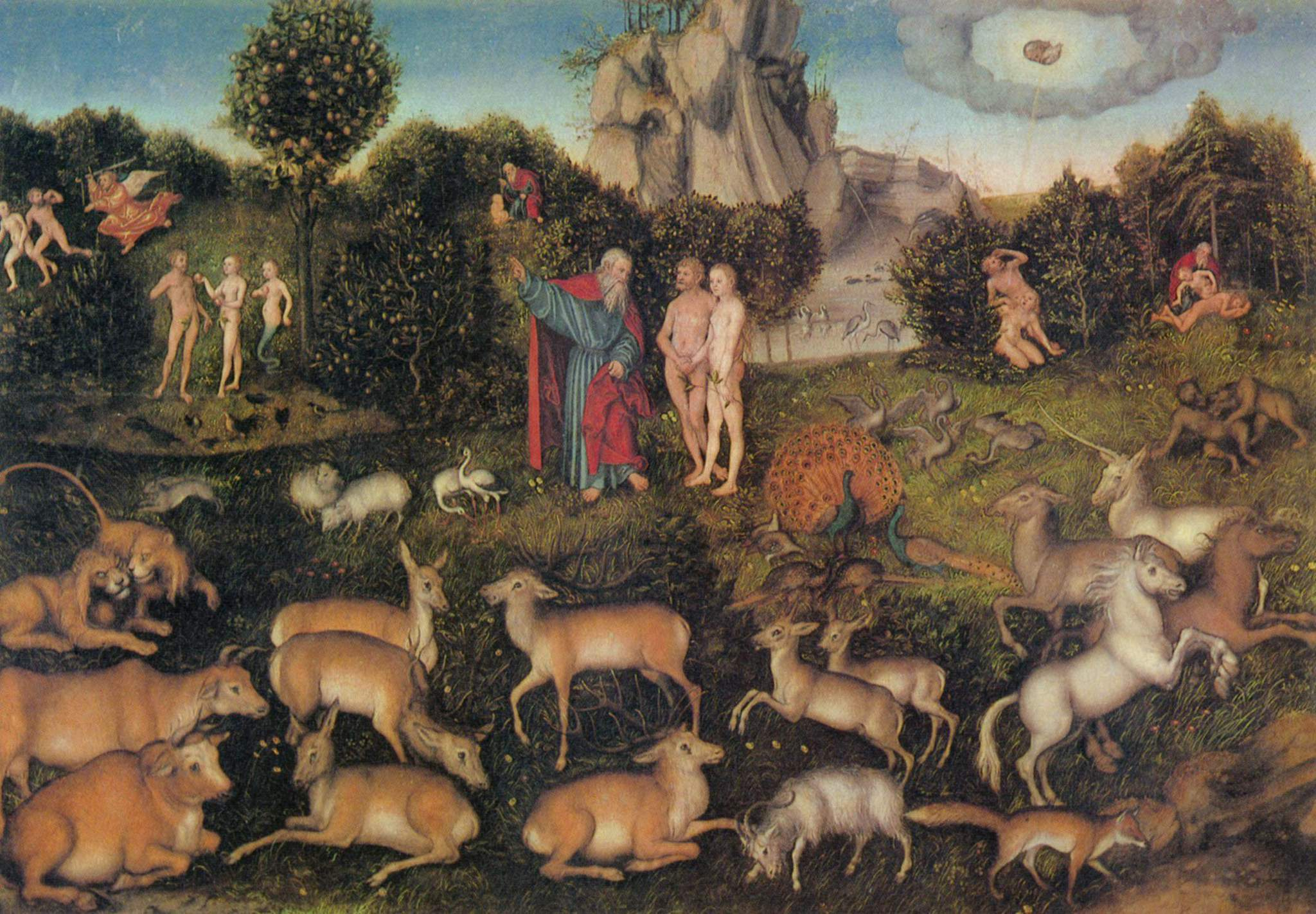
O Jardim do Éden, de Lucas Cranach der Ältere, uma representação alemã século XVI do Jardim do Éden.

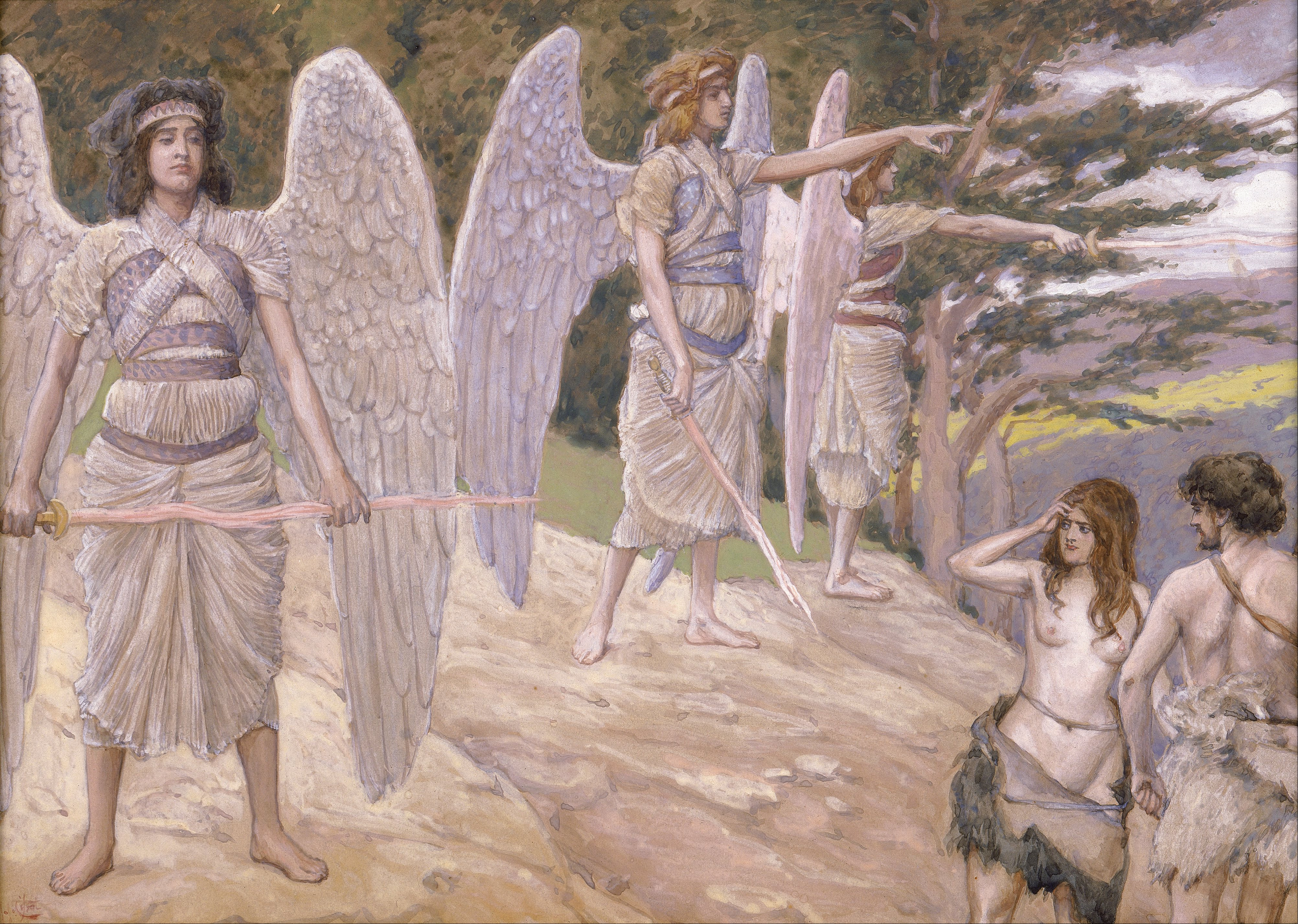
Expulsão do paraíso, pintura de James Tissot.

No Livro de Génesis, no jardim do Éden, Deus fez toda a espécie de árvores agradáveis à vista e de saborosos frutos para comer. Nele também colocou, ao centro, a Árvore da Vida e a Árvore da Ciência do Bem e do Mal. Um rio nascia no Éden e ia regar o jardim, dividindo-se a seguir em quatro braços. Segundo a descrição bíblica, O nome do primeiro é Pisom, rio que rodeia toda a região de Havilá, onde se encontra ouro puro, bdélio e Ónix ou pedra Sardônica. O nome do segundo rio é Ghion, o qual rodeia toda a terra de Cuxe. O nome do terceiro é o Tigre, e corre ao oriente da Assíria. O quarto rio é o Eufrates.
Não se sabe ao certo onde situam-se os rios Pison e Gihon. O historiador Flávio Josefo identifica-os como sendo o rio Ganges o Pison e o rio Nilo como o Gihom.
A árvore do conhecimento tinha um fruto que, segundo Eva, manipulada pela serpente (supostamente simbolizando satanás) devia ser bom para comer, pois era de atraente aspecto e precioso para a inteligência. Contudo, apesar de atraente, ou talvez por isso, era o fruto proibido original.
Os relatos que originaram o Gênesis seriam provenientes de uma época em que os mares eram mais baixos. A região do Golfo Pérsico tem uma profundidade média de 50 metros e máxima de 90 metros, portanto toda a área era região acima do nível do mar. Os dois rios atualmente não identificados possivelmente seriam rios que chegariam ao golfo vindos do Irã ou da Península Arábica.[carece de fontes?]

### Fruto proibido
Várias tradições fazem referências ao fruto proibido de diversas maneiras:
- Como significando o reconhecimento do certo e do errado;
- Como conhecimento adquirido por se alcançar o amadurecimento por experiência;
- Símbolo do direito que o Criador do homem teria de especificar aos seres humanos o que é "bom" e o que é "mau", exigindo a prática do que é bom e a rejeição do que é mau, a fim de continuarem aprovados por Ele.

Ainda outros argumentam que em vista da ordem de ‘serem fecundos e tornarem-se muitos, e de encherem a terra’ (Gên 1:28), o fruto da árvore não poderia ser o símbolo de relações sexuais, visto que esta seria a única maneira de haver procriação. Também há a argumentação de que não podia significar apenas a faculdade de reconhecer o certo e o errado, porque a obediência à ordem de Deus exigia esta discriminação moral, neste caso, não seria o fruto o responsável pelo conhecimento do mal, mas a desobediência. Quanto a referir-se ao conhecimento obtido ao atingir a madureza, argumenta-se que não seria pecado por parte do homem atingir este estágio, nem lógico que seu Criador o obrigasse a continuar imaturo.[carece de fontes?]